# Instituto Nacional de Biodiversidad

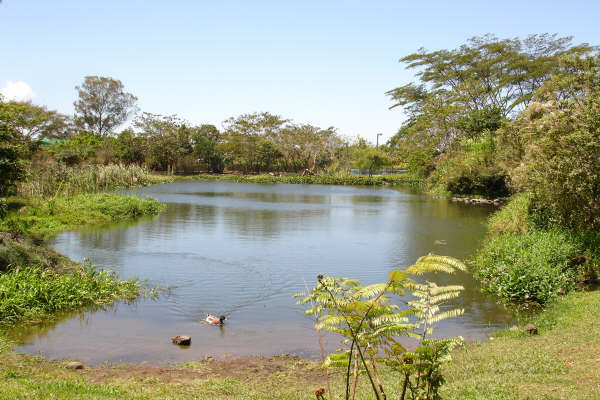
Vista del lago INBio.

El Instituto Nacional de Biodiversidad (frecuentemente abreviado a INBio) fue una institución privada costarricense creada a finales de los años ochenta del siglo XX. Sus objetivos principales eran realizar un inventario del patrimonio natural del país, promover su conservación y buscar compuestos químicos y material genético presentes en organismos vivos que pudieran ser usados por industrias como la farmacéutica, la cosmética u otras.
Fue galardonado ex aequo con el Premio Príncipe de Asturias de Investigación Científica y Técnica.

## Historia
A finales de la década de los ochenta, se manifestó en Costa Rica la necesidad de contar con una instancia nacional para la cual fuera prioritaria la búsqueda de conocimiento de la diversidad biológica del país, así como su vinculación a la conservación y a su uso sostenible.
Así, el decreto ejecutivo n.º 19153, del 5 de junio de 1989, estableció la Comisión de planificación del Instituto Nacional de Biodiversidad, integrada por representantes de diversas instituciones gubernamentales, entidades de educación superior y organizaciones conservacionistas no gubernamentales.
Esta comisión recomendó al gobierno la creación de un instituto de biodiversidad estatal que gozara de un alto grado de autonomía. Sin embargo, ante las dificultades políticas que ello suponía y la escasa viabilidad de la propuesta, el gobierno se vio imposibilitado de ponerla en práctica. Ante este panorama, los miembros de la comisión optaron por hacer ellos mismos realidad la idea y crearon una asociación privada sin fines de lucro. La iniciativa recibió el beneplácito del gobierno, que desde entonces ha apoyado las actividades de la institución.
Empezó, entonces, un intenso proceso de búsqueda de fuentes de financiamiento. Además de un préstamo por un monto aproximado de ochenta millones de colones, la incipiente institución recibió el aporte de la Agencia Sueca de Cooperación (SIDA), y una generosa donación de la Fundación MacArthur de los Estados Unidos, para apoyar en su desarrollo.
El 26 de octubre de ese año, un pequeño grupo de personas se reunió en una bodega en proceso de remodelación, ubicada en un terreno en Santo Domingo de Heredia, para celebrar el otorgamiento de la personería jurídica a la Asociación Instituto Nacional de Biodiversidad. Había nacido el INBio.